# Back o’th’ Brook
Back o’th’ Brook – wieś w Anglii, w hrabstwie Staffordshire. Leży 32 km na północny wschód od miasta Stafford i 209 km na północny zachód od Londynu.